# Eduardo Puertollano
Eduardo Puertollano González (ur. 25 lutego 1934 w Montevideo) – urugwajski kolarz torowy i szosowy, uczestnik trzech konkurencji Letnich Igrzysk Olimpijskich 1956, srebrny medalista Igrzysk Panamerykańskich 1959 w 4000 m drużynowo na dochodzenie.

## Wyniki olimpijskie
| Igrzyska       | Konkurencja                             | Czas   | Wynik                |
| -------------- | --------------------------------------- | ------ | -------------------- |
| Melbourne 1956 | Wyścig indywidualny ze startu wspólnego | DNF    | DNF                  |
| Melbourne 1956 | Wyścig drużynowy ze startu wspólnego    | DNF    | DNF                  |
| Melbourne 1956 | 4000 m drużynowo na dochodzenie         | 5:02.4 | 2. w biegu 4 rundy 1 |